# 1092
Évszázadok: 10. század – 11. század – 12. század
Évtizedek: 1040-es évek – 1050-es évek – 1060-as évek – 1070-es évek – 1080-as évek – 1090-es évek – 1100-as évek – 1110-es évek – 1120-as évek – 1130-as évek – 1140-es évek
Évek: 1087 – 1088 – 1089 – 1090 –  1091 – 1092 – 1093 – 1094 – 1095 – 1096 – 1097

## Események

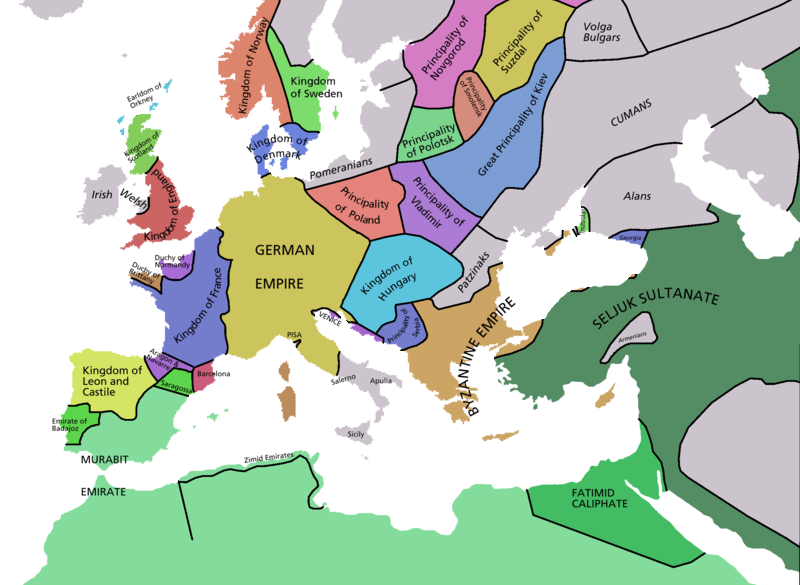
Európa 1092-ben

### Hely szerint

#### Európa
- Apja I. Alexiosz Komnénosz társcsászárrá koronáztatja fiát II. Jóannészt (1118-ban majd ő követi a trónon és 1143-ig uralkodik).

##### Magyarország
- május 20. – Szent László király kiadja második törvénykönyvét, melyben súlyos büntetéseket szab ki a lopásra. Nagyobb érték ellopása már halálbüntetést von maga után.

## Születések
- Anjou Fulkó jeruzsálemi király († 1154)

## Halálozások
- január 14. – II. Vratiszláv cseh király (* 1035 körül)